# Edward Middleton Barry

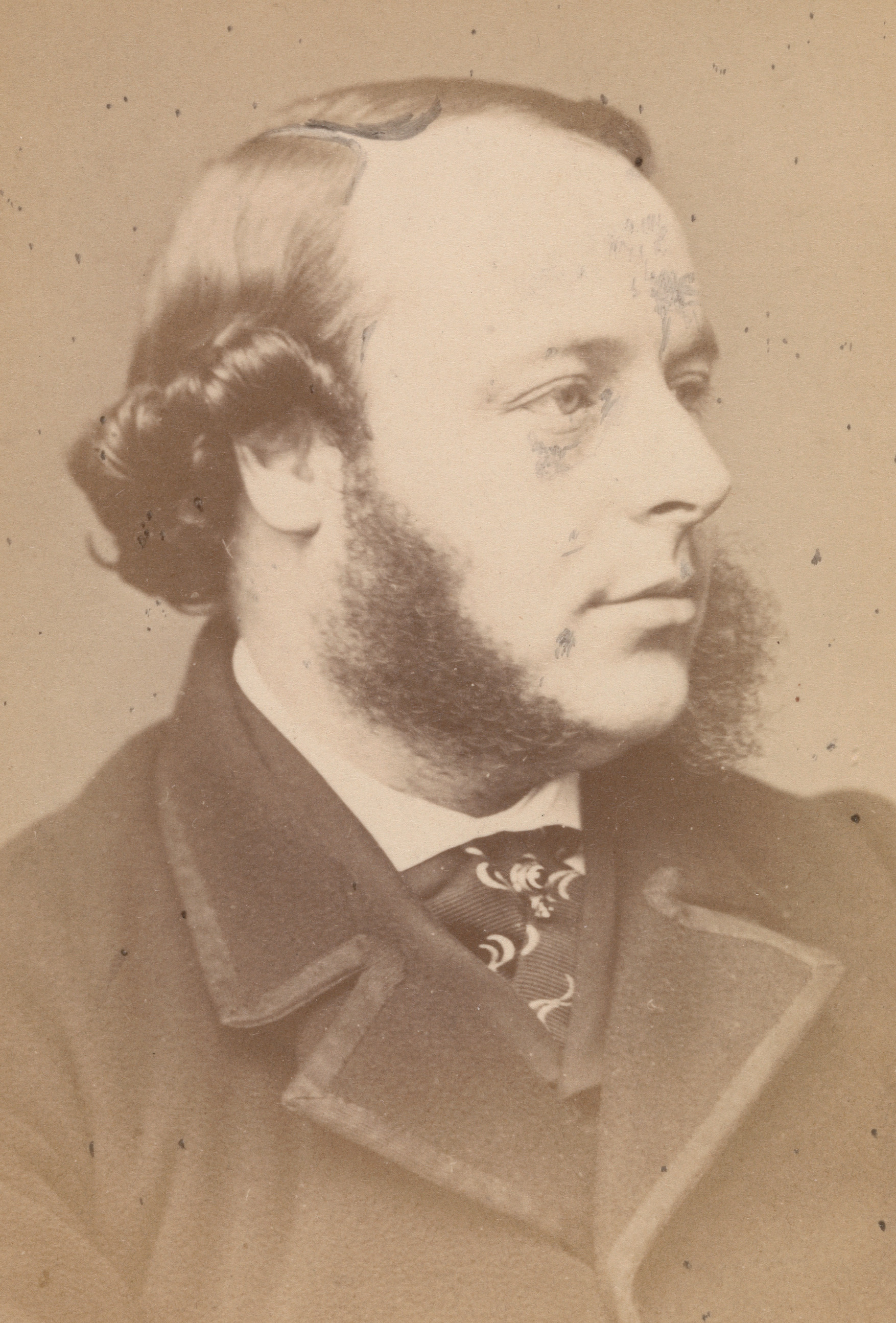
Edward Middleton Barry um 1860

Edward Middleton Barry (* 7. Juni 1830 in London; † 27. Januar 1880 ebenda) war ein englischer Architekt des Klassizismus.

## Leben
Edward Middleton Barry wurde am 7. Juni 1830 als dritter Sohn des englischen Architekten Charles Barry und dessen Gattin Sarah Roswell in London geboren. Seine Ausbildung erhielt er am King’s College London. Von 1859 bis 1860 erbaute er das Royal Opera House in London, welches als sein Hauptwerk angesehen wird. Nach dem Tod seines Vaters im Jahr 1860 vollendete er dessen Arbeit am Palace of Westminster. 1866 schuf er das Royal Opera House in Valletta und restaurierte im selben Jahr das Herrenhaus Crewe Hall, welches zu seinen besten Werken zählt. 1869 wurde er zu Mitglied der Royal Academy of Arts nominiert. In seinen letzten Jahren bis zu seinem Tod am 27. Januar 1880 arbeitete er zusammen mit seinem ältesten Bruder Charles Barry Jr.
Seine Brüder Charles Barry Jr. und John Wolfe-Barry waren ebenfalls als Architekten tätig, sein Bruder Alfred Barry war Anglikanischer Erzbischof von Sydney.

## Bedeutende Werke

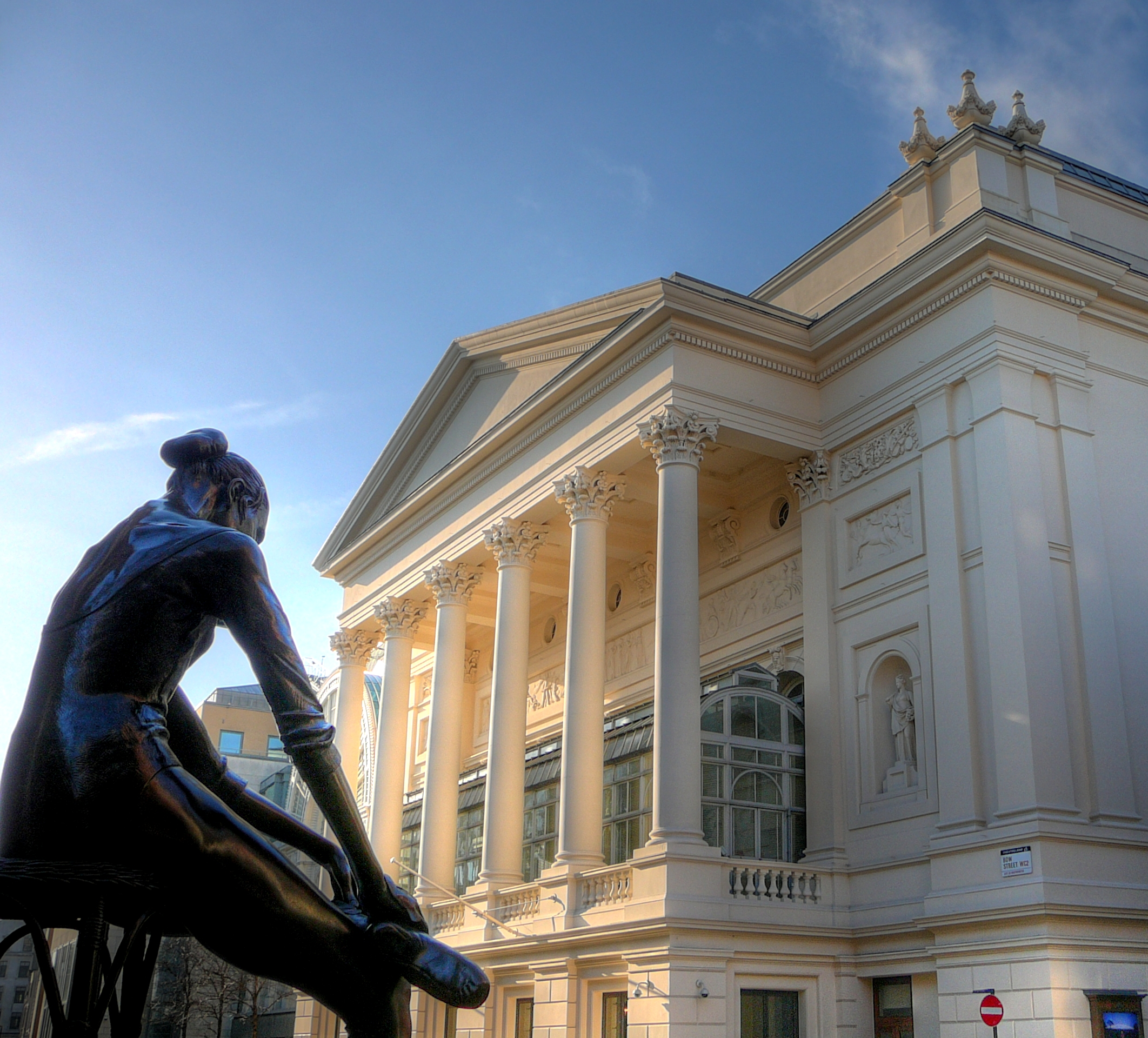
Royal Opera House in London
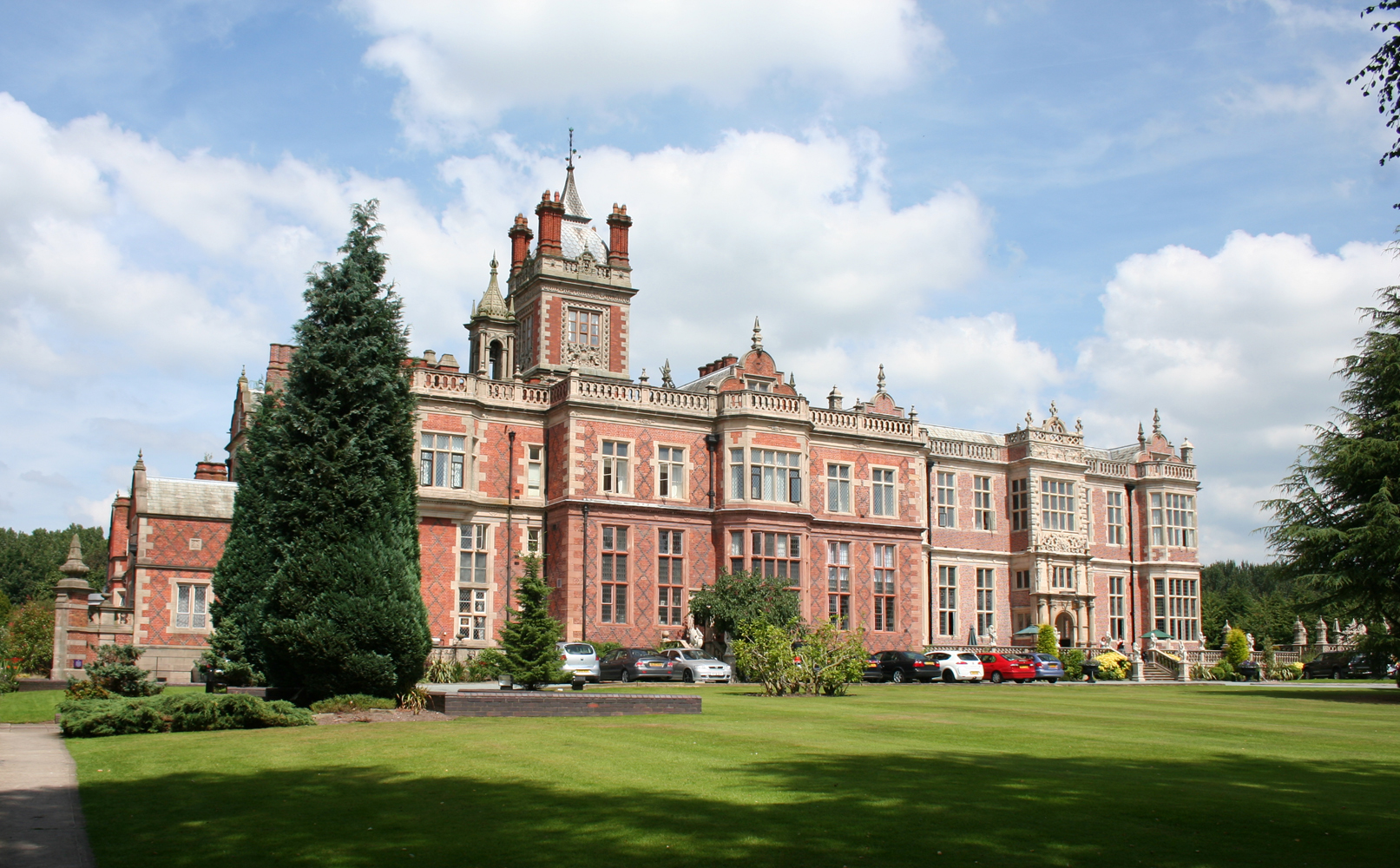
Crewe Hall
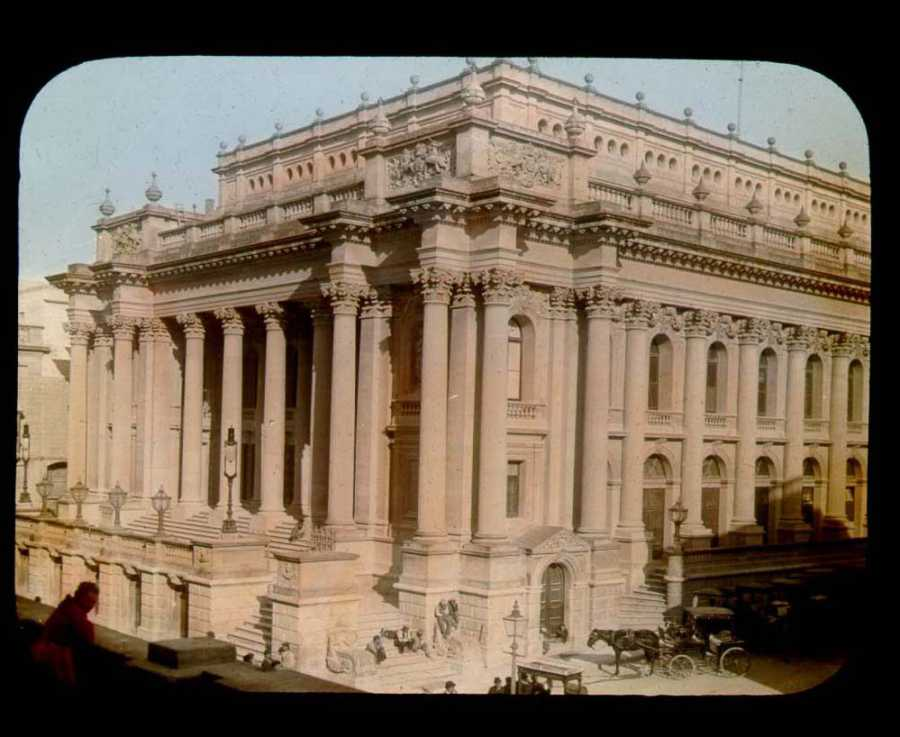
Royal Opera House in Valletta

## Weitere Werke
- St Saviour’s Church Hampstead, London (1856)
- Birmingham and Midland Institute  (1855, wurde in den 1960ern abgerissen)
- Leeds Grammar School (1857 – heute Teil der University of Leeds’ Business School)
- Henham Hall, Suffolk; Grabmal von Alexander Berens auf dem Friedhof von West Norwood (1858)
- Duxbury Hall, Lancashire (1859)
- St. Giles’s Schools, Endell Street (1860)
- Burnley Grammar School (1860)
- Gawthorpe Hall, Lancashire (Anbauten/Ergänzung) (1861)
- Birmingham Free Public Library (1861)
- Pyrgo Park, Romford (Anbauten/Ergänzung) (1862)
- Stabling at Millbank for the Speaker (1862)
- Halifax Town Hall, West Yorkshire (Entwurf von Charles Barry, 1860; fertiggestellt von Edward Middleton Barry, 1863)
- Barbon Park Lodge, Westmorland (1863)
- Das Star and Garter Hotel, Richmond Hill, London (Anbauten/Ergänzung) (1865)
- Schools, Canford, Dorset (1865)
- Charing Cross Hotel und das Queen Eleanor Memorial Cross (eine viktorianische Nachbildung, die 1863 von der London, Chatham and Dover Railway Company errichtet wurde – das ursprüngliche Kreuz wurde 1291 von König Eduard I. errichtet, aber 1647 entfernt)
- Cannon Street Hotel (1866)
- St Dunstan’s College (1867)
- Bakeham House, Egham (1868)
- Esher Lodge (Anbauten/Ergänzung) (1870)
- Crowcombe Court, Somerset (1870, Umbau/Wiederaufbau)
- Palace of Westminster (Fertigstellung des Hauptwerkes seines Vaters Charles Barry)
- Thorpe Abbotts, Norfolk (Anbauten/Ergänzung) (1871)
- Sudbury Hall, Derbyshire (Anbauten/Ergänzung) (1872)
- Wykehurst Place, bei Bolney, West Sussex (1872), für Henry Huth
- The Exchange, Bristol (1872)
- Cobham Park, Cobham, Surrey (1873)
- Shabden, Surrey (1873)
- Ostflügel des Downing College, Cambridge (1873)
- St Anne’s Church, Clifton, bei Eccles, Salford (1874)
- Kathedrale von Peterborough, Kanzel (1874)
- The Hospital For Sick Children, (Great Ormond Street Hospital), London (1872 – abgerissen, St Christopher’s Chapel (1875) verschont von Abriss)
- London and Westminster Bank, Temple Bar (Anbauten/Ergänzung) (1873)
- Eingang des Fitzwilliam-Museums, Cambridge (1875)
- Dorisches Mausoleum für Eustratios Ralli, West Norwood Cemetery (1875)
- Royal Infirmary, Waterloo Road (Umbau) (1875)
- ‘The Barry Rooms’ und Kuppel der National Gallery (London) (1876)
- Peakirk Church, Hermitage (Umbau/Wiederaufbau) (1879)
- Stancliffe Hall, Derbyshire (Anbauten/Ergänzung) (1879)
- House for Art Union, Strand (1879)